# Revue internationale de l'éducation familiale
La Revue Internationale de l'Éducation Familiale a été créée en 1997 par l'Association Internationale de Formation et de Recherche en Éducation Familiale (AIFREF) et cinq centres de recherches, dont  l'équipe Éducation Familiale et Interventions Sociales auprès des Familles.
Cette revue publie des recherches dans le champ de l'éducation familiale et des interventions sociales auprès des familles, en privilégiant différentes approches : psychologie, sociologie, travail social, pédagogie, histoire, anthropologie, etc.
Les numéros de la revue sont organisés autour d’un dossier thématique, auxquels s’ajoutent des articles hors-thème, des comptes rendus de lecture et des informations sur l’actualité de l’éducation familiale (journées d'études, colloques, thèses, etc.)
Cette revue scientifique à comité de lecture est référencée sur la liste de revues de sciences de l'éducation du Haut Conseil de l'évaluation de la recherche et de l'enseignement supérieur (HCÉRES) ainsi que sur la liste des revues de recherche en sciences de l'éducation francophones publiée par l'Association des enseignants et chercheurs en sciences de l'éducation (AECSE).
La Revue internationale d'éducation familiale fait l'objet d'une recension et apparaît sur la liste d'une centaine de revues francophones sur les questions d'éducation présentées par le service Veille et Analyse de l'Institut français de l'éducation.
Cette revue est également référencée par le réseau de mutualisation de données en ligne Mir@bel
La revue est disponible sur le portail Cairn et sur l'Harmattan.

## Comité éditorial scientifique
Anete Abramowicz (Université de Sao Paulo), Marie Angels Balsells (Université de Lleida), Luisa Barros (Université de Lisbonne), Livia Cadei (Université Brescia Milan), Huguette Desmet (Université de Mons), Philippe Fabry (Université Paris Nanterre), Anne-Marie Fontaine (Université de Porto), Véronique Francis (Université d’Orléans), Graciete Franco-Borges (Université de Coimbra), Nicola Giacopini (Université de Venise Mestre), François Gremion (Haute Étude Pédagogique Bejune), Lise Gremion (Haute Étude Pédagogique Vaud), Hélène Join-Lambert (Université Paris Nanterre), Malika Gouirir (Université Paris Descartes), Jean-Claude Kalubi (Université de Sherbrooke), Claire Lajus (Université de Bologne), Serge J. Larivée (Université de Montréal), Marie-Pierre Mackiewicz (Université Paris Est Créteil, France), Thierry Malbert (Université de la Réunion), Fernando Olabarrieta (Université de Bilbao), Tania Ogay (Université de Fribourg), Anna Pileri (Université de Venise Mestre), Meinrad Perrez (Université de Fribourg), Natalia Pino (Université d'Orléans), Gérard Pithon (Université de Montpellier 3), Jean-Pierre Pourtois (Université de Mons), Olivier Prévot (Université de Franche-Comté), Monique Robin (Université Paris Descartes), Pablo Rupin (Universidad Católica de Chile),  Anna Rurka (Université Paris Nanterre), Catherine Sellenet (Université de Nantes), Clara Silva (Université de Florence), Lenka Sulovà (Université Charles de Prague), Luz Estela Tobón Berrio (Université de Nord Colombie), Maria de Luce Valedias (Université de Coimbra), Piedade Vaz-Rebelot (Université de Coimbra).

## Comité de rédaction
Philippe Fabry (Université Paris Nanterre), Véronique Francis (Université d’Orléans), Lise Gremion (Haute Étude Pédagogique Vaud), Claire Lajus (Université de Bologne), Natalia Pino (Université d'Orléans)

## Numéros publiés depuis 2010
| Volume 27, 2010    | Les relations familles-professionnels. Un partenariat obligé                               |
| Volume 28, 2010    | L’engagement parental dans la scolarité des enfants                                        |
| Volume 29, 2011    | L’enfant et les violences conjugales                                                       |
| Volume 30, 2011    | Les programmes de formation et de soutien des parents                                      |
| Volume 31, 2012    | Scolarités des jeunes migrants. Enjeux et défis                                            |
| Volume 32, 2012    | Les parents et les professionnels de la petite enfance                                     |
| Volume 33, 2013    | La parentalité tout au long de la vie                                                      |
| Volume 34, 2013    | Des Cités de l’Éducation. Une synergie politique, scientifique et sociopédagogique         |
| Volume 35, 2014    | Technologies numériques. Les liens familles-professionnels-institutions                    |
| Volume 36, 2014    | École-famille-communauté. Des pratiques de collaboration efficaces                         |
| Volume 37, 2015    | Entre enfants et parents. La socialisation dans l’espace quotidien de la famille           |
| Volume 38, 2015    | Familles et éducation dans l'océan Indien                                                  |
| Volume 39, 2016    | Protection de l’enfance : vers une nouvelle intégration des parents ?                      |
| Volume 40, 2016    | Les lieux pour jeunes enfants et parents : expériences internationales                     |
| Volume 41, 2017    | L’éducation à la citoyenneté : enjeux, acteurs, contextes                                  |
| Volume 42, 2017    | Familles et professionnels de la petite enfance. Quels liens à bâtir ?                     |
| Volume 43, 2018    | Familles en contextes de vulnérabilités psychosociales                                     |
| Volume 44, 2018    | École et familles en situation de précarité : un lien fragile à renforcer                  |
| Volume 45, 2019    | Médiations et familles dans une société apprenante                                         |
| Volume 46, 2019    | Construction et reconstruction des liens familiaux dans les parcours migratoires           |
| Volume 47, 2020    | Le soutien au développement des premières compétences en numératie et en littératie        |
| Volume 48, 2020    | Éducation familiale et maladie. Circulation des savoirs, coordination et pratiques de soin |
| Volume 49, 2021    | Parcours d’enfants « déplacés » : accueil, pratiques et débats                             |
| Volume 50, 2021-22 | Repères, axes phares, thématiques émergentes en Éducation Familiale                        |